# Transformers – Az alakváltók
A Transformers (alakváltók) az amerikai Hasbro és a japán Takara játékgyártó cégek által 1984-től kezdve forgalmazott, járművekké, fegyverekké és hasonló technikai eszközökké átalakítható robot-makettszerű játékok, akciófigurák köré épített, világhírűvé vált franchise-a.
A Takara, majd a vállalkozásba betársult Hasbro által kiadott játékok után először a képregény jelent meg, később rajzfilmsorozatokat és különálló rajzfilmeket készítettek belőle, a kétezres években pedig egy több részes mozifilm-sorozatot is. A történet olyan földönkívüli robotokról szól, melyek többé-kevésbé antropomorf (emberszabású) alakjuk mellett képesek más (általában jármű-) alakot is felvenni. A képregények és filmek különböző szerzők művei, akik általában nem igyekeznek a cselekményt, szereplőket stb. teljes mértékben összehangolni, így számos történetváltozat és szereplőgárda, ún. kontinuitás alakult ki, melyek csak kisebb-nagyobb részben közösek, ezek együtt alkotják a Transformers „multiverzumot”.
Az alapfelállás minden sorozatban, kontinuitásban megegyezik: jóságos és gonosz alakváltók harcolnak egymással, a legtöbb történetben pedig a Föld és az emberiség is központi tényezővé válik. A jók frakcióját a legtöbb képregényben, rajzfilmben, filmben és azok magyar szinkronjaiban autobotoknak, hívják, a rosszakét pedig decepticon-oknak, amit magyarul általában álcáknak fordítanak. Néhány – főként japán gyártású – termék, valamint szinkron (így pl. a Transformers: The Movie magyar szinkronjai is) azonban eltérhet ezektől az elnevezési szokásoktól.
Az autobot szónak nincs egyezményes eredeztetése, de kapcsolatban van a robot szóval. A Michael Bay által készített mozifilmsorozatban, valamint a Transformers: Prime c. rajzfilmsorozatban az autobot szót mozaikszóként értelmezik, mégpedig az autonóm robot(ikus) organizmus, azaz „önirányított/független gépi lény” kifejezés összevonásaként.
Az álcák angol neve, a decepticon viszont egyértelműen az angol deception (álcázás, megtévesztés, tévedés) szóból ered, egyébként maga Megatron, az álcavezér is ebből eredezteti a Transformers: Prime c. rajzfilmsorozat egyik részében (II. évad 1. rész, Orion Pax I.).

## A multiverzum
A Transformers-nek annyi különféle változata létezik, hogy képtelenség lenne egy folytonos történetbe belesűríteni ezeket. Ebből az okból a Hasbro előállt a multiverzum, vagyis a különböző univerzumok halmazának ötletével.
Legalább hat alapvető Transformers univerzum (klaszter) létezik, ám számuk évről évre nő. A helyzetet bonyolítja, hogy általában mindegyik legalább két formában is létezik: japán és nyugati változatban, ugyanis a Transformers sorozatok japán változatai gyakran már eleve tervezetten számos változtatást tartalmaznak a nyugaton (USA, Amerika, Európa) kiadott változathoz képest. Az is előfordul, hogy egyetlen rajzfilmepizódon vagy képregényszámon belül is új kontinuitások nyílnak meg (felhasználva pl. az olyan sci-fi kliséket, mint az időutazások által eltérített alternatív idővonalak vagy más technológia által átjárhatóvá tett párhuzamos univerzumok). Mindezek a történet- és szereplőváltoztatások rengeteg „folytonossági hibát” eredményeznek.
A főbb univerzumok (klaszterek):
1. Generation 1 (G1) (Primax klaszter) – Ide tartozik az eredeti rajzfilm és Marvel képregény, a Beast Korszak sorozatai, valamint ezek japán folytatásai; s ezeken kívül egyéb, újabb (a Dreamwave és IDW kiadók által indított reboot[1] jellegű) képregények. Ezek nagy része kölcsönösen kizárja egymást, így a G1 univerzum számos kontinuitásra bontható. 1984-ben indult, és napjainkig tart, a Prime Wars Trilogy és a Háború Kibertron bolygójáért trilógia online rajzfilm sorozatokkal bővülve. Igazából több univerzum együttese és idővonalaik együttese. A legnagyobb "klaszter". A japán G1 rajzfilmuniverzum hatalmas, G1 rajzfilm, The Headmasters, Super-God Masterforce, Victory, Zone, Beast Wars, Beast Wars II, Beast Wars Neo, Beast Machines, Car Robots/Robots in Disguse rajzfilmek, s továbbá rengeteg manga ezekre épülve, az 1986-2005 közötti űrbe is írtak történeteket és 2005-2010 közé a G1 film és az eredeti rajzfilm japán szinkronja között, ami 2010-ben játszódott, az amerikaival ellentétben, ami 2006-ban.
2. Robots in Disguise (Viron klaszter) – A Transformers első újrakezdése, amely 2001-ben történt, és mindössze egy sorozatot foglal magába. A japán változatot a Takara a utólag a G1-be retconolta.
3. Unikron Trilógia (Aurex klaszter) – A második radikális átalakítás, amely 2002-ben indult, és 2005-ben zárult le. Három sorozat gyűjtőneve: Armada, Energon és Cybertron.
4. A filmek (Tyran klaszter) – Michael Bay rendező élőszereplős mozifilmjei egy külön világba tartoznak. Ez az univerzum 2007-ben indult, és 2017-ben fejeződött be. Az Űrdongó film ide tartozik, de új idővonal.
5. Animated (Malgus klaszter) – A 2007-től 2009-ig tartó rajzfilmsorozat és a köré épülő média szintén egy külön univerzum, habár számos utalást tartalmaz elődeire.
6. Aligned (Uniend klaszter) – A 2010-es War for Cybertron videójáték és Transformers: Prime sorozat összefoglaló neve, a 2010-es évek elején a fő Transformers univerzum, amelyre a Hasbro a továbbiakban építeni akart. A War for Cybertron sokak szerint azonban egy külön univerzumnak tekinthető amelynek a Prime csak az egyik lehetséges folytatása. A Transformers Prime folytatása a Transformers: Robots in Disguise, Transformers Mentő Botok és a Transformers: Mentő Bot Akadémia is idetartozik.
7. Cyberverse – 2018-tól 2021-ig tartó 3 évadot és 2 különkiadást megélt rajzfilmsorozat ami leginkább a Transformers: Robots in Disguise helyére készült, számos utalásai vannak korábbi sorozatokra: az eredeti G1-re, a Prime-ra és a Robots in Disguise-ra is.
8. EarthSpark – 2022-ben bemutatásra kerülő sorozat, ami egy külön univerzum.

A sok külön univerzumot sokan összezavarónak tarthatják. Japánban ezért erőfeszítéseket tettek arra, hogy mindet egy egységes világba zsúfolják. Nyugaton eltekintenek ettől.

## G1 Képregény
A G1 („első generáció”) egy utólagosan kreált (retroaktív), több játék-, képregény- és rajzfilmsorozatot magában foglaló kifejezés, amelyet azért alkottak, hogy ezen sorozatokat megkülönböztessék a később kiadott, az alakváltók történetét újrakezdő és máshogy elmesélő kiadványoktól. Az első, a Marvel képregénykiadó angol részlegének (Marvel UK) kiadásában megjelent képregénysorozat alaptörténetét Jim Shooter és Dennis O'Neil dolgozták ki a Hasbro játékgyár megbízásából, az egyes képregénytörténetek (a szöveg) zömének írója (az 5. számtól kezdve) Bob Budiansky, rajzolói számonként változtak. A helyzetet bonyolítja, hogy az amerikai kiadás mind szerzőiben, mind történeteiben és hangvételében kisebb eltéréseket tartalmazott az angoltól, így már az első (kettő) Transformers képregénysorozatban megjelentek az egymáshoz képesti kontinuitási problémák. A magyar kiadást a Semic Kft. végezte, a kiadvány címe Transformer – az alakváltók lett (ez a kiadás során többször változott), az amerikai kiadásra épült, a számok nagy részében a szöveg fordítója Tiborszky Péter, illetve (a 18. számtól kezdve) Bárány Péter volt. Anyagi okok miatt a Semic nem tudta hűen követni az eredeti kiadás minden részletét: néhány számot kihagytak vagy az eredetihez képest más sorrendben adták ki, azonban a füzetekben ezt szerkesztői jegyzetekben mindig jelezték.
Az alaptörténet szerint az Alfa Centauri egyik bolygóján, a Kibertronon értelmes gépi életet eredményezett a törzsfejlődés, az így létrejött fejlett és élő gépek, az autobotok, édeni életet éltek, mígnem megjelent Megatron és nagyszámú követője, a kezdetben titokban tevékenykedő álcák, akik háborút kezdtek, mert az autobotok nem voltak hajlandóak elfogadni, hogy a bolygót bázissá alakítsák a világegyetem leigázásához. Számbeli fölényük ellenére az autobotok kezdetben sok veszteséget szenvedtek, mígnem élükre állt Optimusz fővezér, aki megállította az álcák előrenyomulását. A csatákban mindkét fél alakváltó képességekre tett szert, harci járművekké (inkább az autobotok) vagy fegyverekké és vadászgépekké (inkább az álcák) tudtak alakulni. A háború kitaszította a Kibertront pályájáról, és a Naprendszer felé sodorta. Optimusz egy űrhajó, a Bárka fedélzetén válogatott embereivel elindult, hogy a bolygót pusztulással fenyegető aszteroidaövben megtisztítsa az utat, de munkájuk végeztével az álcák rájuk támadtak, és győzelmet arattak a kimerült autobotokon, ezért vezérük az akkor még élettelen (vagy annak tűnő) Földbe csapódásra programozta a Bárkát, hogy ellenségeik is elpusztuljanak. A Bárka a mai Oregon állam területén csapódott be egy vulkán oldalába. 4 millió év múlva felébredtek, és a Földön kezdték újra harcukat (Transformers 1. szám). A későbbi számok az egyszerű evolúciós eredettörténetet a Prímusz és Unikron harcára épülő eredettörténettel helyettesítették.

## Rajzfilmek
A játékok, a képregény, valamint az első rajzfilm sikere számos további sorozatot szült, továbbá 1986-ban egy úgy másfél órás, animációs mozifilmet, amely a rajzfilm második és harmadik évada közt történik. A rajzfilm egy teljesen eltérő megközelítést választott, mint a képregény, és máshogy mondta el történetét. Több szereplő jellemét, sőt magát az eredetmítoszt is átalakította. Noha a '86-os mozifilm képregény-adaptációja kísérletet tett a két cselekmény összekötésére, továbbra is elmondható, hogy külön világokról van szó.
Összefoglaló nevük a Generation 1, röviden G1. A legtöbb Transformers sorozat, képregény, film és websorozat ezt veszi alapul.

### Rajzfilmsorozatok időrendben
| Sorozat                                                                                       | Évad                                               | Epizódok                                           | Eredeti sugárzás           | Eredeti sugárzás           | Eredeti adó                       | Magyar sugárzás                         | Magyar sugárzás                         | Magyar adó                 | Epizódok Száma             | Epizódok Száma             |
| Sorozat                                                                                       | Évad                                               | Epizódok                                           | premier                    | finálé                     | Eredeti adó                       | premier                                 | finálé                                  | Magyar adó                 | Amerikában                 | Magyarországon             |
| Transformers: Generation 1                                                                    | Transformers: Generation 1                         | Transformers: Generation 1                         | Transformers: Generation 1 | Transformers: Generation 1 | Transformers: Generation 1        | Transformers: Generation 1              | Transformers: Generation 1              | Transformers: Generation 1 | Transformers: Generation 1 | Transformers: Generation 1 |
| --------------------------------------------------------------------------------------------- | -------------------------------------------------- | -------------------------------------------------- | -------------------------- | -------------------------- | --------------------------------- | --------------------------------------- | --------------------------------------- | -------------------------- | -------------------------- | -------------------------- |
| Transformers: Generation 1                                                                    | 4                                                  | 98                                                 | 1984. szeptember 17.       | 1987. november 11.         | First-run syndication             | N/A                                     | N/A                                     | N/A                        | 98/98                      | N/A                        |
| The Transformers                                                                              | The Transformers                                   | The Transformers                                   | 1986. augusztus 8.         | 1986. augusztus 8.         | De Laurentiis Entertainment Group | Televideo (VHS, 1992) Mirax (DVD, 2004) | Televideo (VHS, 1992) Mirax (DVD, 2004) | Mirax                      |                            |                            |
| Beast Era (Beast Korszak)                                                                     |                                                    |                                                    |                            |                            |                                   |                                         |                                         |                            |                            |                            |
| Beast Wars: Transformers                                                                      | 3                                                  | 52                                                 | 1996. szeptember 16.       | 1999. március 7.           | YTV Cartoon Network               | N/A                                     | N/A                                     | N/A                        | 52/52                      | N/A                        |
| Beast Machines: Transformers                                                                  | 2                                                  | 26                                                 | 1999. szeptember 18.       | 2000. november 18.         | YTV Fox Kids                      | N/A                                     | N/A                                     | N/A                        | 26/26                      | N/A                        |
| Robots in Disguise                                                                            |                                                    |                                                    |                            |                            |                                   |                                         |                                         |                            |                            |                            |
| Transformers: Robots in Disguise                                                              | 1                                                  | 39                                                 | 2000. április 5.           | 2000. december 27.         | TV Tokyo                          | N/A                                     | N/A                                     | N/A                        | 39/39                      | N/A                        |
| Unicron Trilogy (Unikron Trilógia)                                                            |                                                    |                                                    |                            |                            |                                   |                                         |                                         |                            |                            |                            |
| Transformers: Armada                                                                          | 1                                                  | 52                                                 | 2002. augusztus 23.        | 2003. december 12.         |                                   | 2011. május 14.                         | 2011. július 4.                         | Megamax (Ismétlés)         | 52/52                      | 52/52                      |
| Transformers: Energon                                                                         | 1                                                  | 51+1                                               | 2004. január 31.           | 2005. június 1.            | 2004. november 1.                 | 2005. május 17.                         |                                         | 51/51                      | 51/51                      |                            |
| Transformers: Energon                                                                         | 1                                                  | 51+1                                               | 2004. január 31.           | 2005. június 1.            | 2013. április 9.                  | 2013. május 29.                         | Megamax                                 | 51/51                      | 51/51                      |                            |
| Transformers: Cybertron                                                                       | 1                                                  | 52                                                 | 2005. július 2.            | 2006. október 2.           | 2005. szeptember 5.               | 2006. június 30.                        |                                         | 52/52                      | 52/46                      |                            |
| Transformers: Cybertron                                                                       | 1                                                  | 52                                                 | 2005. július 2.            | 2006. október 2.           | 2014. április 13.                 | 2014. június 4.                         | Megamax                                 | 52/52                      | 52/52                      |                            |
| Animated                                                                                      |                                                    |                                                    |                            |                            |                                   |                                         |                                         |                            |                            |                            |
| Transformers: Animated                                                                        | 3                                                  | 42                                                 | 2007. december 26.         | 2009. május 23.            |                                   | N/A                                     | N/A                                     | N/A                        | 42/42                      | N/A                        |
| Film Univerzum                                                                                |                                                    |                                                    |                            |                            |                                   |                                         |                                         |                            |                            |                            |
| Transformers: Cyber Missions                                                                  | 1                                                  | 13                                                 | 2010. január 21.           | 2010. szeptember 29.       |                                   | N/A                                     | N/A                                     | N/A                        | 13/13                      | N/A                        |
| Go!                                                                                           |                                                    |                                                    |                            |                            |                                   |                                         |                                         |                            |                            |                            |
| Transformers Go!                                                                              | 1                                                  | 10                                                 | 2013. július 1.            | 2014. április 1.           |                                   | N/A                                     | N/A                                     | N/A                        | 10/10                      | N/A                        |
| Aligned continuity family                                                                     |                                                    |                                                    |                            |                            |                                   |                                         |                                         |                            |                            |                            |
| Transformers: Prime                                                                           | 3                                                  | 65                                                 | 2010. november 29.         | 2013. július 26.           |                                   | 2012. január 9.                         | 2013. szeptember 18.                    | , (Ismétlés)               | 65/65                      | 65/65                      |
| Transformers Prime Beast Hunters: Predacons Rising                                            | Transformers Prime Beast Hunters: Predacons Rising | Transformers Prime Beast Hunters: Predacons Rising | 2013. október 4.           | 2013. október 4.           | Kimaradt                          | Kimaradt                                | Kimaradt                                |                            | N/A                        |                            |
| Transformers Mentő Botok                                                                      | 4                                                  | 104                                                | 2012. február 18.          | 2016. október 29.          | (2012–14) (2014–)                 | 2013. február 7.                        | 2016. október 8.                        | Minimax                    | 104/104                    | 104/78                     |
| Transformers: Robots in Disguise                                                              | 4                                                  | 71                                                 | 2015. február 9.           | 2017. november 11.         |                                   | 2015. március 16.                       | 2018. január 14.                        |                            | 71/71                      | 71/71                      |
| Transformers: Mentő bot Akadémia                                                              | 2                                                  | 104                                                | 2019. január 5.            | 2021. június 5.            |                                   | 2019. június 17.                        | N/A                                     |                            | 104/104                    | 104/26                     |
| Transformers: Prime Wars Trilogy                                                              |                                                    |                                                    |                            |                            |                                   |                                         |                                         |                            |                            |                            |
| Transformers: Combiner Wars                                                                   | 3                                                  | 8                                                  | 2016. augusztus 2.         | 2016. szeptember 20.       | go90                              | N/A                                     | N/A                                     | N/A                        | 8/8                        | N/A                        |
| Transformers: Titans Return                                                                   | 3                                                  | 10                                                 | 2017. november 14.         | 2018. január 9.            | go90                              | N/A                                     | N/A                                     | N/A                        | 10/10                      | N/A                        |
| Transformers: Power of the Primes                                                             | 3                                                  | 10                                                 | 2018. május 1.             | 2018. július 3.            | go90                              | N/A                                     | N/A                                     | N/A                        | 10/10                      | N/A                        |
| Cyberverse                                                                                    |                                                    |                                                    |                            |                            |                                   |                                         |                                         |                            |                            |                            |
| Transformers: Cyberverse                                                                      | 3                                                  | 64                                                 | 2018. szeptember 1.        | 2021. december 22.         |                                   | 2018. október 27.                       | 2019. március 2.                        |                            | 64/64                      | 64/18                      |
| Transformers: War for Cybertron Trilogy (Transformers: Háború Kibertron bolygójáért trilógia) |                                                    |                                                    |                            |                            |                                   |                                         |                                         |                            |                            |                            |
| Ostrom                                                                                        | 3                                                  | 6                                                  | 2020. július 30.           | 2020. július 30.           |                                   | 2020. július 30.                        | 2020. július 30.                        |                            | 6/6                        | 6/6                        |
| Földkelő                                                                                      | 3                                                  | 6                                                  | 2020. december 30.         | 2020. december 30.         | 2020. december 30.                | 2020. december 30.                      | 6/6                                     | 6/6                        |                            |                            |
| Királyság                                                                                     | 3                                                  | 6                                                  | 2021. május 30.            | 2021. május 30.            | 2021. május 30.                   | 2021. május 30.                         | 6/6                                     | 6/6                        |                            |                            |
| BotBotok                                                                                      |                                                    |                                                    |                            |                            |                                   |                                         |                                         |                            |                            |                            |
| Transformers: BotBotok                                                                        | 1                                                  | 10                                                 | 2022. március 25.          | 2022. március 25.          |                                   | 2022. március 25.                       | 2022. március 25.                       |                            | 10/10                      | 10/10                      |
| EarthSpark                                                                                    |                                                    |                                                    |                            |                            |                                   |                                         |                                         |                            |                            |                            |
| Transformers: FöldSzikra                                                                      |                                                    |                                                    | 2022. november 11.         |                            | Paramount+,                       | 2022. november 28.                      |                                         |                            |                            |                            |
| Transformers: FöldSzikra                                                                      |                                                    |                                                    | 2022. november 11.         |                            | Paramount+,                       | 2022. november 28.                      |                                         |                            |                            |                            |
| Cyberworld                                                                                    |                                                    |                                                    |                            |                            |                                   |                                         |                                         |                            |                            |                            |
| Transformers: Cyberworld                                                                      | 1                                                  | 36                                                 | 2025. július 12.           |                            |                                   | N/A                                     | N/A                                     | N/A                        | 36/                        | N/A                        |
| Összesen                                                                                      | 41 évad                                            | 976 epizód                                         | 1984. szeptember 17.       | Jelen                      | 13 Amerikai Adó                   | 2004. november 1.                       | Jelen                                   | 8 Magyar Adó               |                            |                            |

### Japán rajzfilmsorozatok időrendben
| Sorozat                                 | Évad                                    | Epizódok                                | Eredeti sugárzás             | Eredeti sugárzás             | Eredeti adó                  |
| Sorozat                                 | Évad                                    | Epizódok                                | premier                      | finálé                       | Eredeti adó                  |
| Japán Transformers Sorozatok            | Japán Transformers Sorozatok            | Japán Transformers Sorozatok            | Japán Transformers Sorozatok | Japán Transformers Sorozatok | Japán Transformers Sorozatok |
| --------------------------------------- | --------------------------------------- | --------------------------------------- | ---------------------------- | ---------------------------- | ---------------------------- |
| Transformers: Scramble City             | Transformers: Scramble City             | Transformers: Scramble City             | 1986. április 1.             | 1986. április 1.             | Toei Animation               |
| Transformers: The Headmasters           | 1                                       | 35                                      | 1987. július 3.              | 1988. március 28.            | Nippon TV                    |
| Transformers: Super-God Masterforce     | 1                                       | 42                                      | 1988. április 12.            | 1989. március 7.             | Nippon TV                    |
| Transformers: Victory                   | 1                                       | 32                                      | 1989. március 14.            | 1989. december 19.           | Nippon TV                    |
| Transformers: Zone                      | Transformers: Zone                      | Transformers: Zone                      | 1990. július 21              | 1990. július 21              | Takara                       |
| Beast Wars II                           | 1                                       | 43                                      | 1998. április 1.             | 1999. január 27.             | TV Tokyo                     |
| Beast Wars II: Lio Convoy's Close Call! | Beast Wars II: Lio Convoy's Close Call! | Beast Wars II: Lio Convoy's Close Call! | 1998. december 19.           | 1998. december 19.           | Toei Company                 |
| Beast Wars Neo                          | 1                                       | 35                                      | 1999. február 3.             | 1999. szeptember 29.         | TV Tokyo                     |
| Összesen                                | 5 Évad                                  | 199 epizód                              | 1986. április 1.             | 1999. szeptember 29.         |                              |

## Filmek
Filmek időrendben
| #   | Film                                               | Amerikai Bemutató    | Magyar Bemutató         |
| --- | -------------------------------------------------- | -------------------- | ----------------------- |
| 1.  | Transformers                                       | 1986. augusztus 8.   | (VHS, 1992) (DVD, 2004) |
| 2.  | Transformers                                       | 2007. július 3.      | 2007. július 3.         |
| 3.  | Transformers: A bukottak bosszúja                  | 2009. június 26.     | 2009. június 25.        |
| 4.  | Transformers 3.                                    | 2011. június 29.     | 2011. június 29.        |
| 5.  | Transformers Prime Beast Hunters: Predacons Rising | 2013. október 4.     | N/A                     |
| 6.  | Transformers: A kihalás kora                       | 2014. június 27.     | 2014. június 26.        |
| 7.  | Transformers: Az utolsó lovag                      | 2017. június 21.     | 2017. június 22.        |
| 8.  | ŰrDongó                                            | 2018. december 21.   | 2018. december 20.      |
| 9.  | Transformers: A Fenevadak Kora                     | 2023. június 9.      | 2023. június 8.         |
| 10. | Transformers Egy                                   | 2024. szeptember 13. | 2024. október 10.       |

### Mozifilmek
2007-ben bemutatták a CGI technikával készült élőszereplős mozifilmeket. A filmet Michael Bay rendezte, a vezető producer Steven Spielberg. A főszereplők Shia LaBeouf (Sam 'Spike' Witwicky), Megan Fox (Mikaela), és Josh Duhamel (Lennox százados). A történetben a szereplők az Örök Szikrának nevezett, kocka alakú tárgyért harcolnak, amely minden alakváltó életének forrása. A történet (és a szereplők) nem követi szorosan egyik képregény, vagy rajzfilmsorozat eseményeit (és szereplőit) sem, bár sok tekintetben kapcsolódik azokhoz, összevegyítve őket válogat belőlük – főleg a G1 kontinuitással, valamint a Transformers: Prime rajzfilmsorozattal vannak jelentős egybeesések. Az első – mérsékelt, de határozott kritikai- és közönségsikert arató – rész után Michael Bay 2020-ig még négy, a rajongók és a kritikusok által is igen vitatott, számos problémát felvető részt rendezett. 2009 júniusában érkezett a folytatás: a Transformers: A bukottak bosszúja. 2011. június 29-én mutatták be a filmsorozat harmadik részét, a Transformers 3.-at (Transformers: A Hold sötétsége). A negyedik, szintén Bay rendezte Transformers: A kihalás kora (eredeti cím: Transformers: Age of Extinction), a negyedik rész magyar premierje 2014. június 26-án volt, melyben teljesen új főszereplők vannak. Az ötödik rész (Transformers: Az utolsó lovag) minden szinten és mindenhol egyértelmű és komoly – de csak keveseket meglepő – anyagi és szakmai bukás volt.
2018-ban egy Bay rendezéseitől független film, az Űrdongó indított egy új mozis kontinuitást (hivatalosan a Bay-féle filmek spin-offjaként, sőt prequeleként promotálták, ezt azonban a történet és a szereplők kinézete nem igazán támasztja alá). Az Űrdongó a rossz hírűvé vált mozifranchise tagjaként meglehetősen jól szerepelt.
A Bay-féle sorozat hatodik részének elkészülte eléggé bizonytalan, de a producerek aktuális nyilatkozatai nyomán egyelőre valószínűnek vehető.

## Magyarul
- Simon Furman: Transformers. Rajongói kézikönyv; ford. Bottka Sándor Mátyás; Egmont-Hungary, Budapest, 2007
- Transformers. Alan Dean Foster regénye; Roberto Orci és Alex Kurtzman forgatókönyve alapján, Roberto Orci, Alex Kurtzman, John Rogers történetéből; ford. Novák Gábor; Gold Book, Debrecen, 2007 Transformers. A múlt árnyai; David Cian története alapján; ford. Békési József; Gold Book, Debrecen, 2007
- Alan Dean Foster: Transformers. A történet; szöveg Kate Egan, ill. Marcelo Matere, forgatókönyv Roberto Orci, Alan Kurtzman, John Rogers története alapján Roberto Orci és Alan Kurtzman, ford. Bottka Sándor Mátyás; Egmont, Budapest, 2007
- Jim Sorenson: Transformers. Képes útmutató; ford. Beke Péter; Fumax, Budapest, 2021